# Vladimir Ivanovič Barjatinskij
Vladimir Ivanovič Barjatinskij, in russo Владимир Иванович Барятинский? (Aquisgrana, 24 giugno 1817 – Carskoe Selo, 3 luglio 1875), è stato un nobile e ufficiale russo.

## Biografia
Era il figlio del principe Ivan Ivanovič Barjatinskij (1767-1825), e della sua seconda moglie, Marija Ivanovna Keller (1792-1858).

## Carriera
Nel 1837 iniziò la sua carriera militare con il grado di cornetta del reggimento dei corazzieri. Nel 1841 fu nominato aiutante del ministro della guerra e un anno dopo fu trasferito nel reggimento di cavalleria con il grado di tenente. Nell'aprile 1845 fu promosso a capitano del reggimento di cavalleria.
Nel 1846 venne nominato gentiluomo di camera, ma un anno dopo, tornò nell'esercito. Il 19 febbraio fu nominato aiutante dell'imperatore e promosso al grado di colonnello.
Il 30 agosto 1867 fu promosso a tenente generale.

## Matrimonio

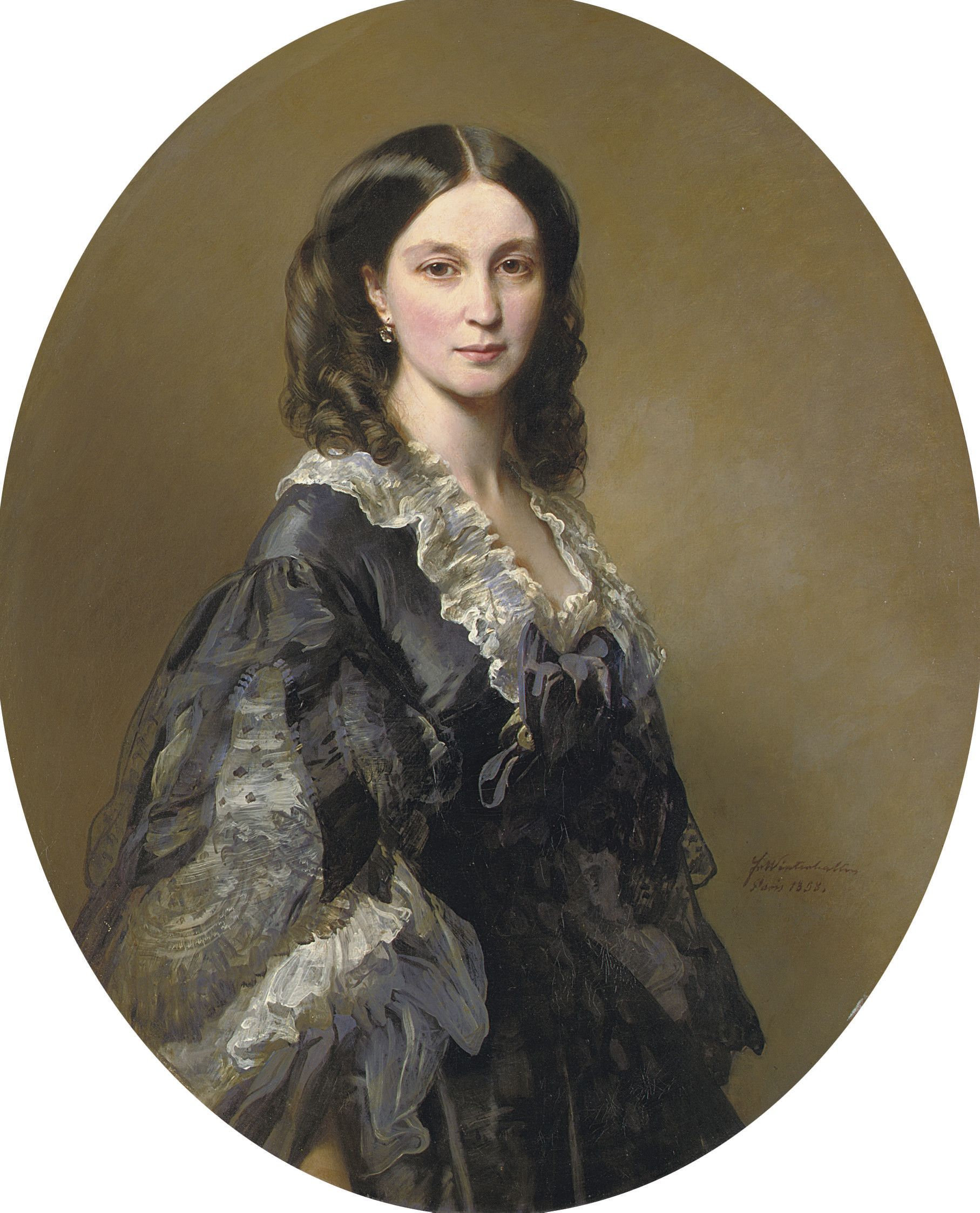
Ritratto della principessa Elizaveta Aleksandrovna Barjatinskaja, di Franz Xaver Winterhalter, 1858.

Sposò, l'11 ottobre 1846, la principessa Elizaveta Aleksandrovna Černyšëva (11 ottobre 1826-11 febbraio 1902), figlia del ministro della guerra, Aleksandr Ivanovič Černyšëv. Ebbero tre figli:
- Aleksandr Vladimirovič (1848-1910), generale;
- Marija Vladimirovna (1851-1937), sposò in prime nozze Grigorij Izvol'skij, sposò in seconde nozze Ivan Viktorovič Barjatinskij;
- Elizaveta Vladimirovna (1855-1936), sposò il conte Pavel Petrovič Šuvalov.

## Ascendenza
|                                                   |                                   |                                                         | Genitori                                                           |  |  | Nonni |  |  | Bisnonni                        |  |  | Trisnonni                       |  |
|                                                   |                                   |                                                         |                                                                    |  |  |       |  |  | 8. Sergej Ivanovič Barjatinskij |  |  | 16. Ivan Feodorovič Bariatinski |  |
|                                                   |                                   |                                                         |                                                                    |  |  |       |  |  | 8. Sergej Ivanovič Barjatinskij |  |  | 16. Ivan Feodorovič Bariatinski |  |
|                                                   |                                   | 17. Natal'ja Gavrilovna Golovkina                       |                                                                    |  |  |       |  |  | 8. Sergej Ivanovič Barjatinskij |  |  |                                 |  |
| 4. Ivan Sergeevič Barjatinskij                    |                                   |                                                         |                                                                    |  |  |       |  |  | 8. Sergej Ivanovič Barjatinskij |  |  |                                 |  |
|                                                   |                                   | 9. Mavra Stepanova Savelova                             | 18. Afanasj Timofeevič Savelov                                     |  |  |       |  |  |                                 |  |  |                                 |  |
|                                                   |                                   | 9. Mavra Stepanova Savelova                             | 18. Afanasj Timofeevič Savelov                                     |  |  |       |  |  |                                 |  |  |                                 |  |
|                                                   |                                   | 9. Mavra Stepanova Savelova                             | 19. Ekaterina Ivanovna Velyaminova-Zernova                         |  |  |       |  |  |                                 |  |  |                                 |  |
| 2. Ivan Ivanovič Barjatinskij                     |                                   | 9. Mavra Stepanova Savelova                             |                                                                    |  |  |       |  |  |                                 |  |  |                                 |  |
|                                                   |                                   | 10. Peter August von Schleswig-Holstein-Sonderburg-Beck | 20. Friedrich Ludwig von Schleswig-Holstein-Sonderburg-Beck        |  |  |       |  |  |                                 |  |  |                                 |  |
|                                                   |                                   | 10. Peter August von Schleswig-Holstein-Sonderburg-Beck | 20. Friedrich Ludwig von Schleswig-Holstein-Sonderburg-Beck        |  |  |       |  |  |                                 |  |  |                                 |  |
|                                                   |                                   | 10. Peter August von Schleswig-Holstein-Sonderburg-Beck | 21. Luise Charlotte von Schleswig-Holstein-Sonderburg-Augustenburg |  |  |       |  |  |                                 |  |  |                                 |  |
| 5. Katharina von Schleswig-Holstein-Holstein-Beck |                                   | 10. Peter August von Schleswig-Holstein-Sonderburg-Beck |                                                                    |  |  |       |  |  |                                 |  |  |                                 |  |
|                                                   |                                   | 11. Natal'ja Nikolaevna Golovina                        | 22. Nikolai Fëdorovič Golovin                                      |  |  |       |  |  |                                 |  |  |                                 |  |
|                                                   |                                   | 11. Natal'ja Nikolaevna Golovina                        | 22. Nikolai Fëdorovič Golovin                                      |  |  |       |  |  |                                 |  |  |                                 |  |
|                                                   |                                   | 11. Natal'ja Nikolaevna Golovina                        | 23. Sofia Nikitichnaya Pushkina                                    |  |  |       |  |  |                                 |  |  |                                 |  |
| 1. Vladimir Ivanovič Barjatinskij                 |                                   | 11. Natal'ja Nikolaevna Golovina                        |                                                                    |  |  |       |  |  |                                 |  |  |                                 |  |
|                                                   | 12. Christoph Dietrich von Keller | 24. Friedrich Heinrich von Keller                       |                                                                    |  |  |       |  |  |                                 |  |  |                                 |  |
|                                                   | 12. Christoph Dietrich von Keller | 24. Friedrich Heinrich von Keller                       |                                                                    |  |  |       |  |  |                                 |  |  |                                 |  |
|                                                   | 12. Christoph Dietrich von Keller | 25. Maria Magdalena von Zeller                          |                                                                    |  |  |       |  |  |                                 |  |  |                                 |  |
| 6. Dorotheus Ludwig Christoph von Keller          | 12. Christoph Dietrich von Keller |                                                         |                                                                    |  |  |       |  |  |                                 |  |  |                                 |  |
|                                                   |                                   | 13. Eleonore von Mauchenheim                            | 26. Friedrich Ludwig von Mauchenheim                               |  |  |       |  |  |                                 |  |  |                                 |  |
|                                                   |                                   | 13. Eleonore von Mauchenheim                            | 26. Friedrich Ludwig von Mauchenheim                               |  |  |       |  |  |                                 |  |  |                                 |  |
|                                                   |                                   | 13. Eleonore von Mauchenheim                            | 27. Auguste Caroline von Leutzsch                                  |  |  |       |  |  |                                 |  |  |                                 |  |
| 3. Marie Wilhelmina von Keller                    |                                   | 13. Eleonore von Mauchenheim                            |                                                                    |  |  |       |  |  |                                 |  |  |                                 |  |
|                                                   |                                   | 14. Christian Ludwig zu Sayn-Wittgenstein-Berleburg     | 28. Ludwig Franz zu Sayn-Wittgenstein-Berleburg                    |  |  |       |  |  |                                 |  |  |                                 |  |
|                                                   |                                   | 14. Christian Ludwig zu Sayn-Wittgenstein-Berleburg     | 28. Ludwig Franz zu Sayn-Wittgenstein-Berleburg                    |  |  |       |  |  |                                 |  |  |                                 |  |
|                                                   |                                   | 14. Christian Ludwig zu Sayn-Wittgenstein-Berleburg     | 29. Helene Amelie zu Solms-Baruth                                  |  |  |       |  |  |                                 |  |  |                                 |  |
| 7. Amalia Louise zu Sayn-Wittgenstein-Berleburg   |                                   | 14. Christian Ludwig zu Sayn-Wittgenstein-Berleburg     |                                                                    |  |  |       |  |  |                                 |  |  |                                 |  |
|                                                   |                                   | 15. Amalie Ludowika Finck von Finckenstein              | 30. Elias Ernst Finck von Finckenstein                             |  |  |       |  |  |                                 |  |  |                                 |  |
|                                                   |                                   | 15. Amalie Ludowika Finck von Finckenstein              | 30. Elias Ernst Finck von Finckenstein                             |  |  |       |  |  |                                 |  |  |                                 |  |
|                                                   |                                   | 15. Amalie Ludowika Finck von Finckenstein              | 31. Maria Louise Luisa van Reichau                                 |  |  |       |  |  |                                 |  |  |                                 |  |
|                                                   |                                   | 15. Amalie Ludowika Finck von Finckenstein              |                                                                    |  |  |       |  |  |                                 |  |  |                                 |  |